# کیم سو-نیونگ
کیم سو-نیونگ ورزشکار زن رشتهٔ تیر و کمان اهل کشور کره جنوبی است. وی در بین سال‌های ‎۱۹۸۸ تا ۲۰۰۰ میلادی در مسابقات بازی‌های المپیک تابستانی در مجموع ۶ مدال، شامل ۴ مدال طلا و ۱ نقره و ۱ برنز را کسب کرد.